# Ours de Porcuna
L'Ours de Porcuna est une sculpture ibérique trouvée lors de fouilles archéologiques en 1926 dans la municipalité espagnole de Porcuna, Province de Jaén.

## Présentation
La sculpture représente un ours ou une lionne, posé sur son arrière-train, la patte avant gauche levée, s'appuyant sur un hermès figurant une tête mâle imberbe. Elle est datée du Ier siècle av. J.-C..